# 同志社大学社会学部

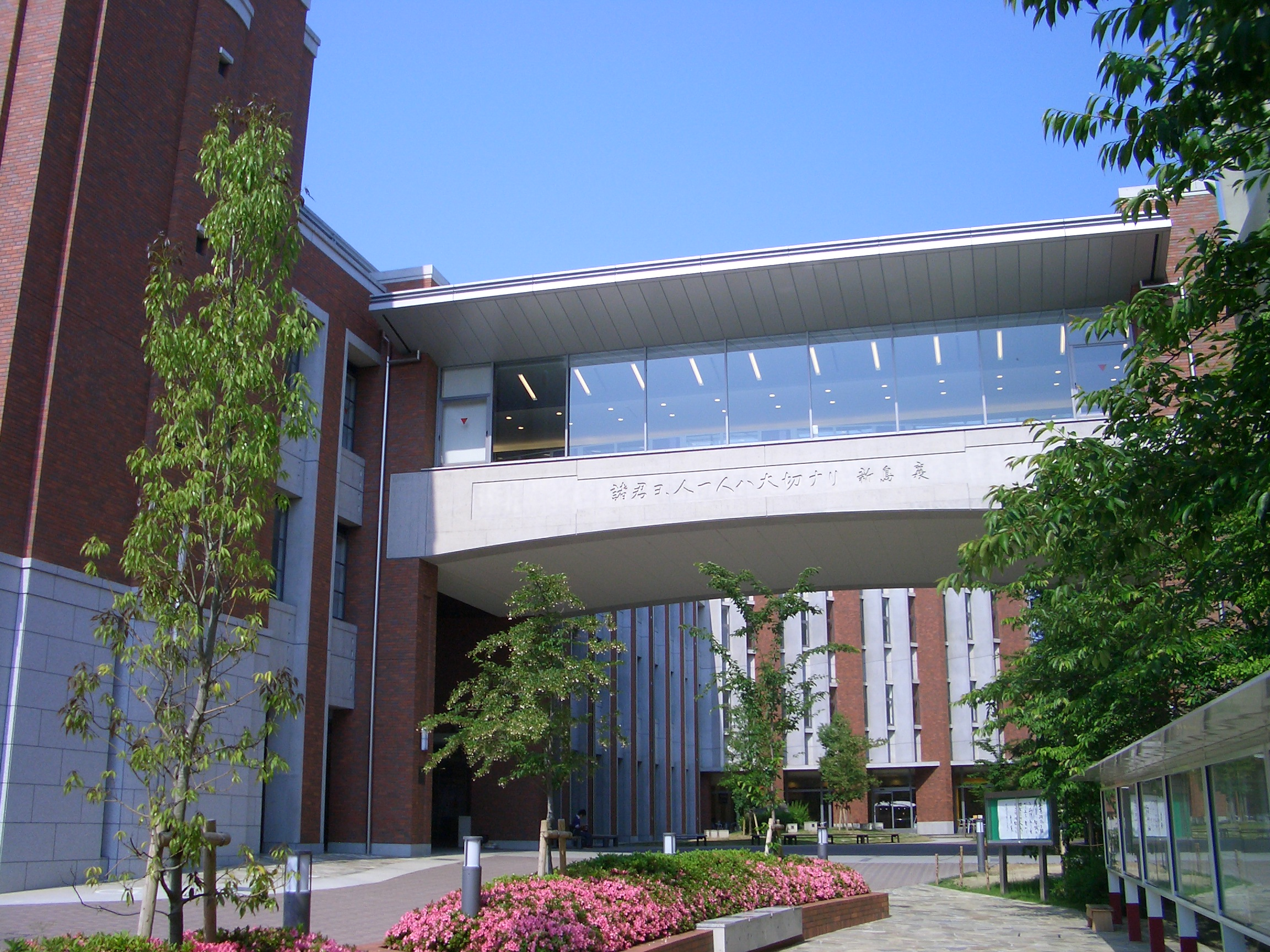
臨光館（新町キャンパス）

同志社大学社会学部（どうししゃだいがくしゃかいがくぶ、英称:Faculty of Social Studies）は、同志社大学に設置される社会学部である。

## 概要
同志社大学社会学部は、2005年に文学部社会学科が独立して設立された。学科としては社会学科、社会福祉学科、メディア学科、産業関係学科、教育文化学科の5学科が置かれている。
同志社大学社会学部は家族、職場、地域、国際社会に生起する生活、労働、コミュニケーション、人間形成の幅広い、諸課題について、教育、研究していく。学生たちは少人数教育を中心にに議論と発表、文献研究、フィールドワーク、計量調査の学習を通じて、客観的で良識に基づく判断力、他者に共感し協力できる感受性、日々の努力を怠らない自制心、難題に向かう気概を身につけていく。
社会学部では、学生のさらに学びたいという意欲をサポートし、柔軟な思考と広い視野を身につけるために、「副専攻制度」を導入している。学生各自の興味関心に応じて社会学部の所属学科以外の分野などを「副専攻科目群」としてを学生が選択することを認めている。

## 沿革
- 1946年 同志社大学法文学部から文学部が独立し、神学科、英文学科、文化学科、社会学科を設置[4]。
- 2005年 文学部から独立して社会学部を設立。社会学科、社会福祉学科、メディア学科、産業関係学科、教育文化学科を設置[4]。

## 学科
- 社会学科[2]
  - 入学定員90人[2]
- 社会福祉学科[2]
  - 入学定員98人[2]
- メディア学科[2]
  - 入学定員88人[2]
- 産業関係学科[2]
  - 入学定員87人[2]
- 教育文化学科[2]
  - 入学定員79人[2]

## 学部長
- 浦坂純子

## 著名な出身者

### 研究
- 北条かや - 社会学、フリーライター

### 芸能
- 辻伊吹 - 俳優、モデル
- 竪山隼太 - 俳優

### アナウンサー
- 塚本麻里衣 - 朝日放送テレビアナウンサー、第56代今宮戎神社福娘
- 新口絢子 - 元茨城放送アナウンサー
- 松岡史子 - 日本海テレビジョン放送記者、ミスキャンパス同志社2009グランプリ
- 薄田ジュリア - 元石川テレビアナウンサー
- 西山穂乃加 - テレビ新広島アナウンサー、ミスキャンパス同志社2013ファイナリスト

## 交通アクセス
新町キャンパス
所在地：京都市上京区新町通今出川上ル近衛殿表町159-1
- 地下鉄烏丸線「今出川駅」から徒歩10分
- 京阪電車「出町柳駅」から徒歩25分
- バス停「上京区総合庁舎前」から徒歩3分